# Дольмены Западного Кавказа

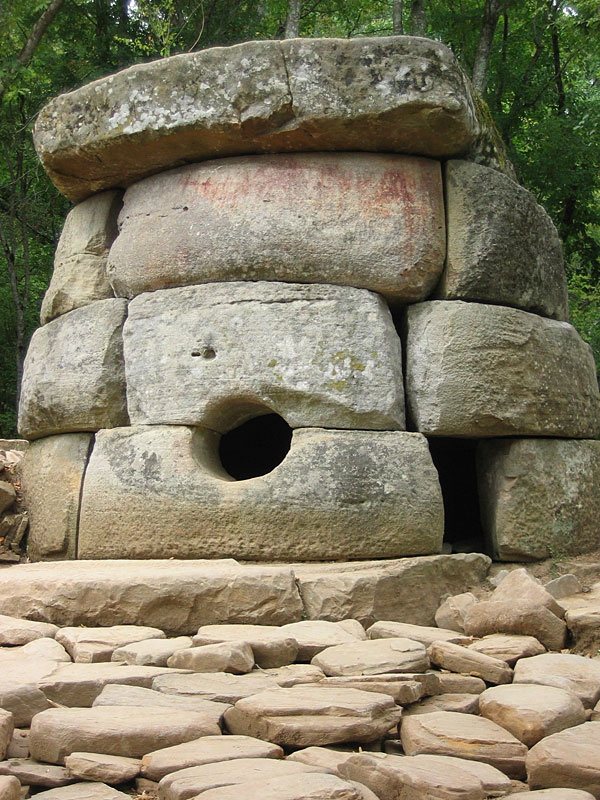
Составной дольмен. Долина реки Жане

Дольмены Западного Кавказа — мегалитические гробницы первой половины 3-го — второй половины 2-го тыс. до н. э., относящиеся к дольменной культуре конца раннего и среднего бронзового века. Дольмены распространены от Анапского района и далее в горных районах Краснодарского края и Адыгеи. В южной части доходят до города Очамчира в Абхазии, а на севере — до долины реки Лабы. Раньше они имелись в районе города Железноводска Ставропольского края и, возможно, в других местах. Часто дольменами также называют более ранние мегалитические подкурганные гробницы новосвободненской культуры и покрытые резьбой «дольменообразные склепы» раннего Средневековья в Верхнем Прикубанье (бассейн реки Кяфар в Карачаево-Черкесии). Дольмены для захоронений продолжали использоваться в позднем бронзовом и в раннем железном веках. Всего известно около 3000 дольменов, включая разрушенные. Из них изучено не более 6 %.

## Местные названия
- Абхазы: псаун — дом души, душа человека; адамра — могила, склеп; ахатгун (абх. аҳаҭгәын) — могильный памятник, надгробие; ах (абх. аҩ) — пещера или каменное строение наподобие пещеры[2][3][4].
- Адыги: испун, испыун, спыун (шапсуги) — дом испа[комм. 2]; хадеуне (хьадеуне) — дом мертвеца[4][5].
- Кабардинцы: исп-унэ — дом испа; кхъэунэжь — древние погребальные жилища (домов для жизни в загробном мире ахърэтун)[4][6].
- Мегрелы: мдишкуде, одзвале, садзвале — дома великанов, вместилище костей[4].
- Русские (с XIX в.): богатырские хатки или хаты, дидовы и чёртовы хаты[4].

## Проблема охраны
«Сегодня от пил, топоров и гусениц тракторов практически в лесу не остаётся ничего от древней старины. Вырубаются вековые дубравы, черкесские грушняки, разрушаются курганы, крепости и дольмены, простоявшие до нас тысячи лет».

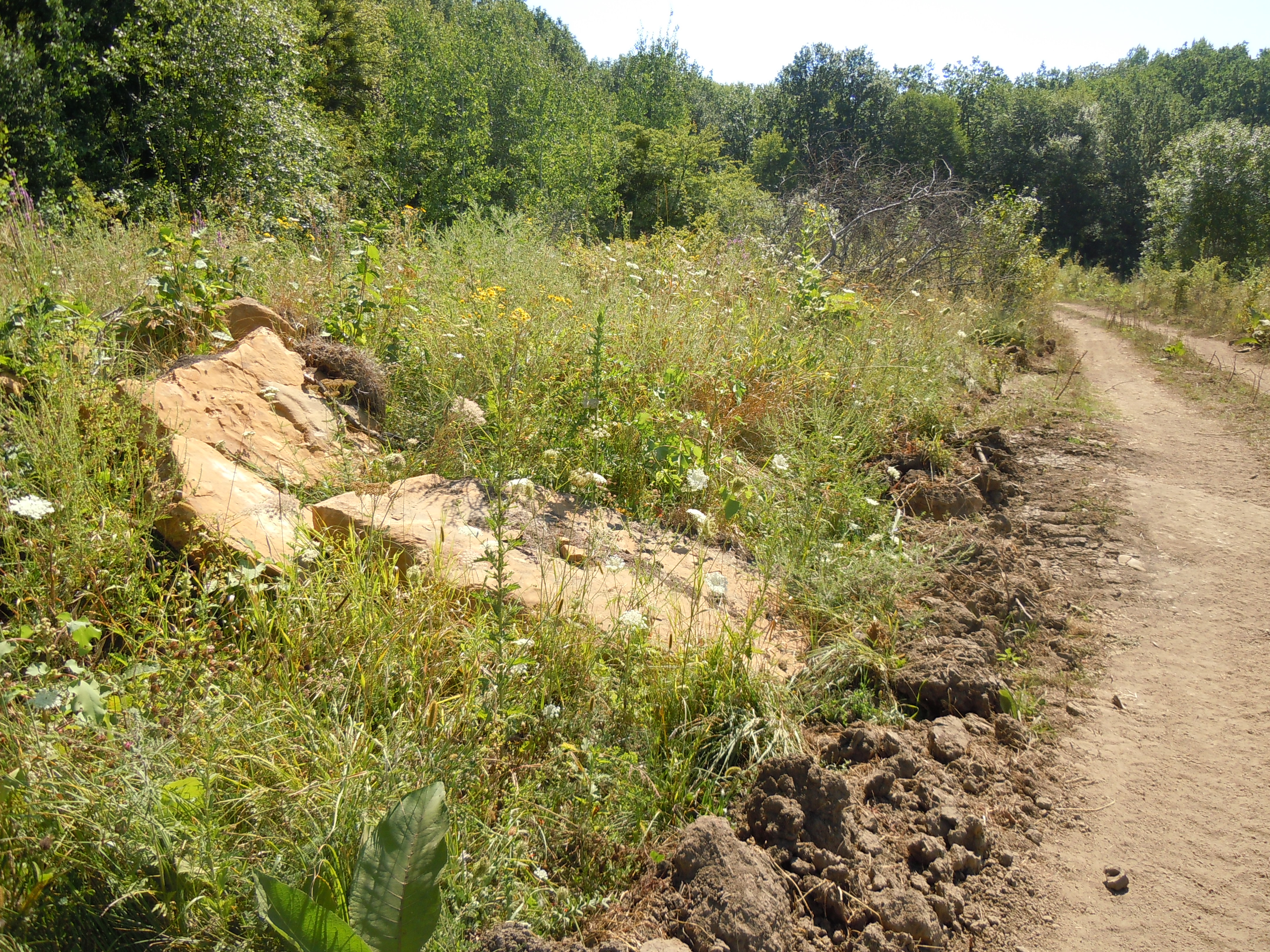
Очередное разрушение дольмена. Перемещённые лесозаготовителями плиты неисследованного руинированного дольмена. Богатырская поляна, 2014 г.

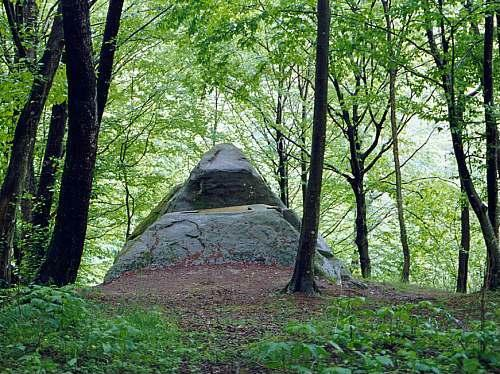
Корытообразный дольмен в пирамидальной (с определённого ракурса) скале. Ущелье Мамед. Не так давно был серьёзно повреждён в ходе сектантского обряда

Нет сведений, чтобы до Кавказской войны дольмены и сопутствующие им менгиры подвергались бы систематическому разрушению. Более того, адыги практиковали подношение жертвенной пищи к дольменам. Хотя разграбление и переиспользование практиковались и в древности. Так разбитые плиты дольменов применялись для обкладки средневековых курганов. Но с заселением гор казаками эти сооружения стали постоянно использоваться для добычи камня, шедшего на постройки или для изготовления жерновов и катков для обмолота зерна. Также в них упорно пытались искать сокровища. После Великой Отечественной войны камеры дольменов использовали для подрыва боеприпасов. И сейчас практически все они не охраняются, страдают от вандалов (лесозаготовителей, чёрных копателей, дачников и других застройщиков, туристов и экскурсантов, сектантов, бизнесменов-арендаторов). Некоторые дольмены или дольменные пробки похищаются для личных целей (например, для создания рекламных объектов). Кроме того, дольмены страдают от природных факторов, из которых наиболее губительными являются размораживание и разрушение от воздействия растительности.
Необдуманными, наносящими урон памятникам перемещениями дольменов и дольменообразных гробниц иногда занимаются и музейные работники. Археологические исследования, освобождая памятники из земли, влекут быстрое их обезображивание вандалами, затаптывание скотом и зарастание деревьями, так как ни музеефикации, ни консервации, ни строительства защитных павильонов после раскопок не предпринимается. Также не спасает памятники их реставрация и реконструкция, так как не устраняют радикально губительные факторы. Спасти дольмены для будущих поколений можно единственно насыпая над каждым холм земли с запретом строительства в охранной зоне. А для экскурсантов вполне достаточно дольменов, которые уже представлены в музеях.

## Фальсификация истории
Со второй половины 90-х прошлого века, после появления литературы оккультно-мистического содержания, начался околодольменный бум. Могильники стали местом постоянного паломничества и местом проживания сектантствующей публики. Средства массовой информации наполнились домыслами далёких от изучаемого предмета авторов. Наиболее доступным дольменам были придуманы собственные имена и они, став элементом поп-культуры, были включены в коммерческий и туристический бизнес. Около некоторых дольменов из мелких камней стали создаваться конструкции (подобие лабиринтов и т. п.), которых тут никогда не было, но которые принимаются некоторыми экскурсантами за настоящие древности. Регулярно снимаются фильмы, наполненные стандартными измышлениями и откровенной ложью.

## Датировка

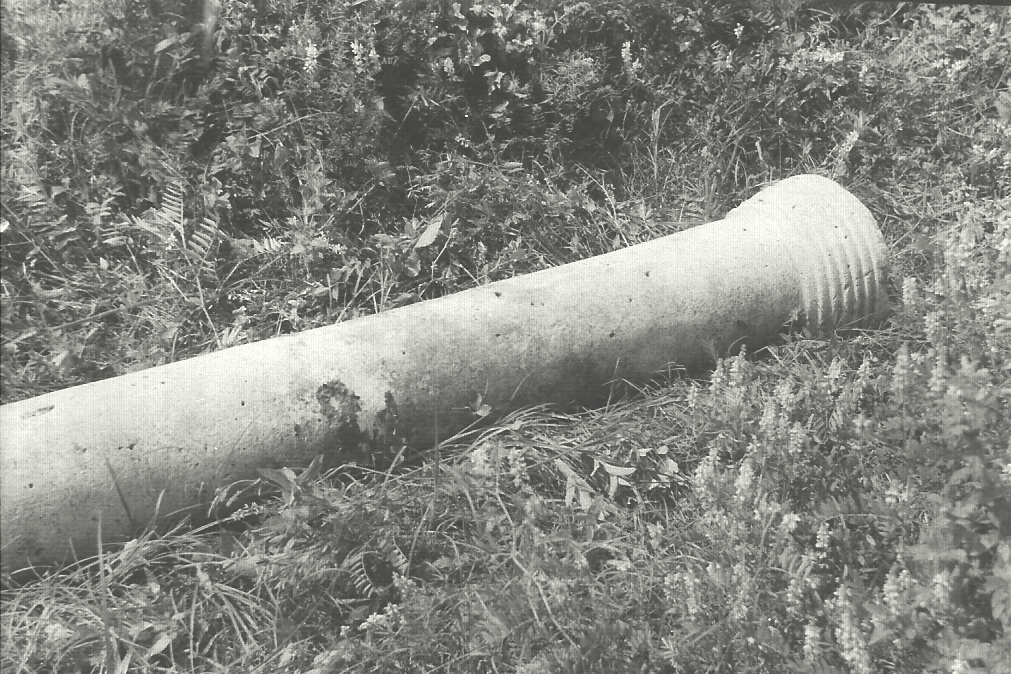
Известняковая колонна — опора перекрытия раннего дольмена. Урочище Клады 2

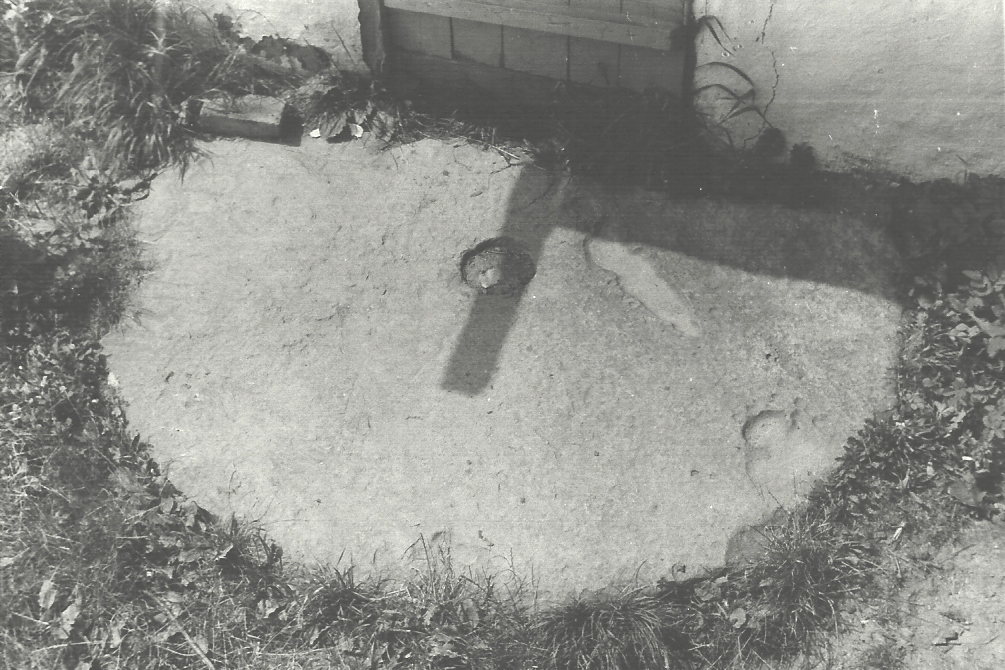
Пол раннего многогранного дольмена (предположительно) из урочища Клады 2. Находится на пасеке

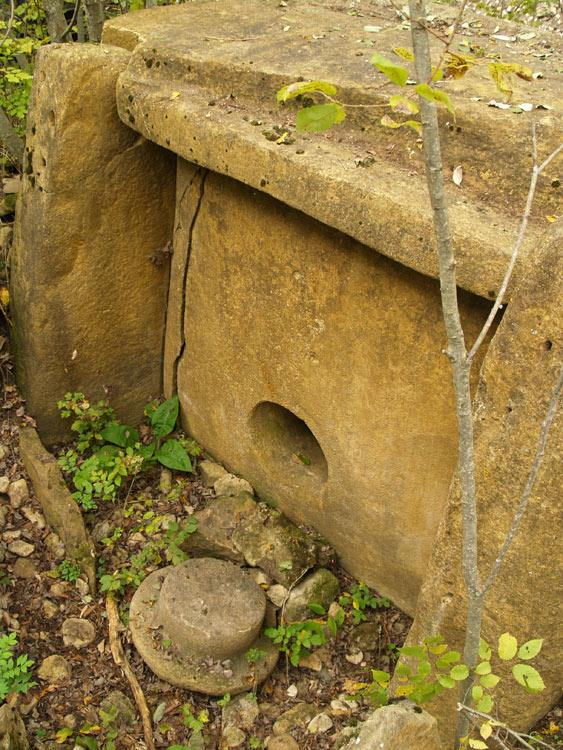
Большой дольмен раннего типа. Клады 2

Основное количество дольменов появилось в первой половине 3-го — второй пол. 2-го тыс. до н. э..
После исчезновения дольменной культуры сами дольмены продолжали использоваться для захоронений. В позднем бронзовом веке культурой «постдольменного горизонта» (XII—XI века до н. э.) производились как захоронения в дольменах, так могли брались только плиты от них для сооружения грубых ящиков — «рам». Затем захоронения продолжались в раннем железном веке протомеотами (VIII— нач. VII века до н. э.) и меотами (VI век до н. э. — сер. III века н. э.).
О гробницах в Карачаево-Черкесии есть предположение, что это сооружения позднего периода дольменной культуры, а средневековые аланы просто вставляли в них свои каменные ящики, так как они имеют именно такую конструкцию. Но вероятнее, что их всё же построили средневековые адыги — касоги или аланы в VIII—XII вв., в два этапа: сначала совершалось погребение в каменном ящике, а затем над ним возводилось более монументальное сооружение. В том регионе есть и другие типы дольменов, относящихся к раннему железному веку.
Кроме классических дольменов, на южном склоне Главного Кавказского хребта сооружали и мелкие дольмены, собранные из случайных камней. Там же имеются небольшие подземные колодцевидные составные гробницы. Они перекрываются неполным ложным сводом и покровной плитой. Есть даже наземные гробницы с настоящим куполом, набранным небольшими камнями и плиткой. Если колодцевидные гробницы однозначно относятся к дольменной культуре, то с хронологией других пока полной ясности нет.

## Происхождение
Независимо от своего происхождения, дольмены на Западном Кавказе появились не на пустом месте. Более древние каменные гробницы известны в курганах майкопской и новосвободненской культур (или по-другому — в ранний и поздний период майкопско-новосвободненской общности). Некоторые сооружения представляют собой переходную фазу от новосвободненских гробниц к классическим дольменам. В то же время существует версия о первоначальном импульсе, послужившем причиной начала дольменостроительства на Кавказе, со стороны Средиземноморья. Так как именно там находят наиболее близкие по архитектуре аналоги кавказским дольменам. Есть параллели в орнаментальной символике. Наблюдается и временно́е соответствие. Путь носителей дольменной традиции прослеживают начиная с Иберийского полуострова 4000—3500 гг. до н. э. (культура Лос-Мильярес). Или, возможно, более ранний центр находился на Балеарских островах (Доталайотский период), Сардинии (культура Бону-Игину 4600—3300 гг. до н. э. — Донурагическая Сардиния) и Корсике. Далее — Северная Африка (Рокния) и Сицилия — Иордания и Сирия — Малая Азия и Балканы (3—2-е тыс. до н. э.) — Западный Кавказ — Крым (3-е тыс. до н. э.). Также многие предметы материальной культуры строителей дольменов имеют своих предшественников в эгейском бассейне и в Малой Азии.
На Кавказе древнейшие дольмены появились на южном склоне, в приморской и горной зоне в раннебронзовый период в середине III тыс. до н. э. К ним относятся дольмены в Эшера, Азанта, Отхара, Куланурхва, Шрома, Дой. Они имеют малые и средние размеры.
В Южном Крыму, несколько позже, чем на Кавказе, носители кеми-обинской культуры строили каменные ящики (цисты), иногда с пазами в плитах и даже расписывали их. А вообще, по всему Кавказу (в том числе и в степных районах) обкладывали могилы каменными плитами, а кое-где и сооружали огромные мегалиты (Армения, Грузия). Вопрос только в том, имеются ли в каждом из этих случаев взаимное культурное влияние.

## Месторасположение дольменов
Так как скопления дольменов являются кладбищами дольменной культуры, то в их окрестностях обычно расположено несколько поселений этой культуры: рядом или на значительном расстоянии. В расположении дольменов имеются некоторые закономерности. Они обычно находятся на ровных площадках на вершинах или на солнечных склонах хребтов (в основном на высотах в 250—400 м над уровнем моря, максимальная высота — 1300 м) или на речных террасах. Подавляющее большинство дольменов ориентировано вниз по солнечному склону, что подразумевает довольно большой разброс направлений. Если это было невозможно, то дольмен ориентировался хотя бы на освещённый солнцем участок на противоположном хребте. Кроме того, отмечена ориентация на конкретные астрономически значимые точки на горизонте. Утверждение о привязке дольменов к водным источникам не имеет оснований. У дольменов, расположенных на речных террасах, вход, как правило, обращён к реке.

## Предназначение дольменов
Предназначение дольменов было всегда известным фактом. Как вид гробниц, дольмены Западного Кавказа стоят в одном ряду с множеством подобных сооружений разных времён и многих народов. Выявленные древнейшие захоронения в дольменах оставлены именно их строителями. И хотя уже известно некоторое количество грунтовых погребений дольменной культуры, всё же они, видимо, были менее распространены, а известное их количество совершенно не соответствует множеству довольно крупных поселений.
Сооружения выполняли и функцию святилища, скорее всего, семейного или родового: об этом, например, свидетельствует находка каменного алтаря при реконструкции дольменного комплекса на Жане (находится в Геленджикском краеведческом музее). Вновь реконструированные комплексы на реке Жане и на горе Нексис (оба под Геленджиком), а также многие дольмены с «двориками» позволяют представить себе происходившие когда-то там церемонии.
Некоторые дольменные комплексы были явно рассчитаны на посещение их значительным количеством людей. Это, в первую очередь, мегалитический курган Псынако I около посёлка Анастасиевка в Туапсинском районе, Серебряный курган в урочище Клады около станицы Новосвободной и те же комплексы на реке Жане и на горе Нексис. Все они вполне могли бы выполнять роль общеплеменных объектов поклонения. Музеефикация первого из списка не проведена, а второй практически уничтожен.

## Постройка дольменов
Для сооружения дольменов использовали по возможности камень из наиболее близких месторождений. Если недалеко имелись подходящие плиты природного происхождения, то собирали и их. Но если выбора не было, то вырубленные плиты могли транспортировать за несколько километров. Для построек использовали различные виды песчаников и известняков. Имеются постройки из мергеля. В одной постройке могли сочетаться разные породы.
В каменоломне для ломки камня использовали силу разбухающих от воды деревянных клиньев. Свежий камень из карьера более мягкий и может быть обработан даже каменными инструментами. Но строители дольменной культуры имели в своём арсенале и бронзовые зубила, чьи чёткие следы постоянно попадаются при изучении построек. Предполагают, что обработанные плиты могли перед использованием некоторое время выдерживаться, для набора достаточной твёрдости. Шлифовка поверхностей и желобков производилась каменными тёрочниками, которые находят в местах строительства. Покровную плиту затаскивали по наклонной насыпи сзади дольмена. В строительстве могли применять и силу животных.
Частые спекуляции на тему невозможности повторить точную подгонку дольменных плит в наше время, например, после его переноски на новое место, происходят лишь из-за непонимания того факта, что на новом месте невозможно заново продублировать все особенности старого фундамента (что и не пытаются делать). Что неизбежно приводит к различным перекосам и несовпадениям.

## Архитектура дольменов

### Конструкция
Большинство дольменов представляют собой некие домики, сложенные из больших каменных плит с отверстиями (лазами) на фасаде, которые закрываются каменной пробкой. Разновидностей их довольно много. Более того, каждый дольмен имеет свои особенности. Выделяют несколько основных типов.

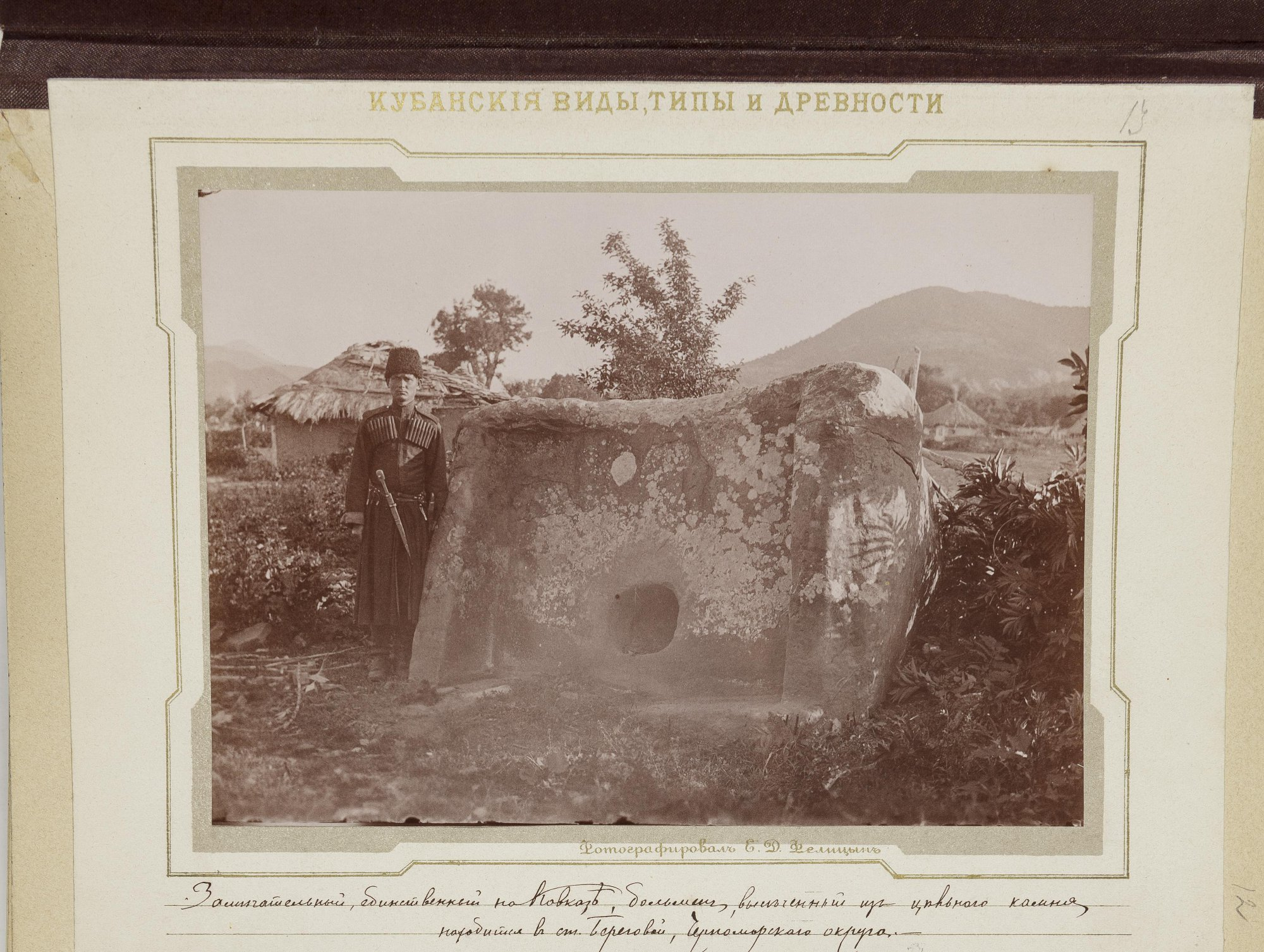
Черноморский округ, станица Береговая. Уникальный дольмен высеченный из цельного камня. Фото Фелицына Е. Д., 1880-е годы

Археолог и этнограф Л. И. Лавров составил классификацию типов дольменов.
1. Обычные или (по В. И. Марковину) плиточные дольмены. Это самый распространённый вид, сооружённый из цельных плит.
2. Составные — с одной или несколькими стенами, сложенными из более мелких плит или камней.
3. Корытообразные — вырублены в массиве скалы или в большом камне. Могут иметь обычную плиту-крышу или переворачивались дном вверх. Сейчас их иногда называют полумонолитами или даже объединяют с монолитами.
4. Дольмены-монолиты — камера полностью вырублена в скале через входное отверстие.

Новосвободненских гробниц в этой схеме нет, так как они вошли в научный оборот позже.
Исследователь новосвободненской культуры А. Д. Резепкин в рамках своей теории происхождения мегалитов Западного Кавказа предложил другую классификацию.
1. Прямоугольные гробницы — одно- и двухкамерные новосвободненские и подобные им гробницы, являющиеся продолжением развития западно-европейских галерейных гробниц.
2. Подковообразные гробницы, которые происходят от западно-европейских круглых купольных коридорных гробниц.
3. Дольмены — конечный вариант развития предыдущего типа[28].

Истоком или одним из истоков для кавказских дольменов являются каменные гробницы майкопской культуры. Особенно — более поздние новосвободненские однокамерные подкурганные гробницы. В них вторую камеру заменяет более или менее выделенный портал. Это гробницы Псыбе, Шепси и по две гробницы из Кладов и Кладов 2. Это уже дольмены раннего или переходного типа. Их отличие в более тонких плитах и менее устойчивой конструкцией, не имеющей фундамента. То есть они врыты в землю. Самые крупные из таких дольменов уже мало чем отличаются от классических сооружений дольменной культуры. Именно однокамерные гробницы в Кладах стратиграфически являются самыми поздними. А отсутствие в них новосвободненского инвентаря и наличие керамики, похожей на дольменную, может свидетельствовать о появлении дольменной традиции. В некоторых ранних дольменах в Кладах были обнаружены остатки красочной росписи или покраски.
К этому же этапу строительства относится и единственная известная многогранная с шатровой крышей гробница или дольмен, обнаруженная Н. Л. Каменевым в 1869 году. Остатки её вскрыл А. Д. Резепкин в Кладах 2.
Сменившие эти гробницы классические дольмены обычно отличаются от ранних более толстыми плитами и наличием фундамента. А из таких дольменов более древними считают, например, те, у которых полностью отсутствуют входные отверстия.
Дольмены могут иметь множество индивидуальных особенностей, которые соответствовали местным обычаям той или иной местности и менялись с течением времени. Плиточные дольмены в плане бывают квадратными, трапециевиднымии, прямоугольными. Составные ещё могут быть округлыми или полностью круглыми. В профиль и фас дольмены также бывают прямоугольными или трапециевидными. Плита перекрытия может лежать горизонтально или наклонно, поднимаясь к передней стороне. Иногда она сильно выступает вперёд, образуя козырёк. Соединяются плиты посредством желобков. Часто такое соединение выполнено с большой тщательностью. Но встречаются и неоправданно мелкие желобки или вообще их отсутствие (например, на крышках).

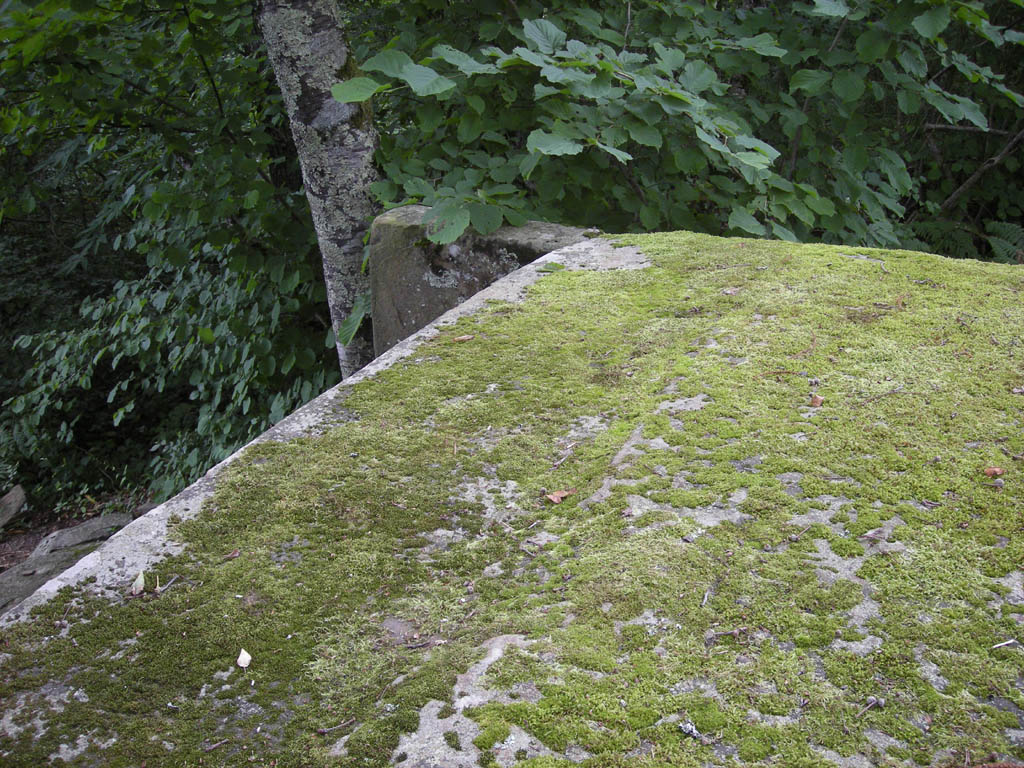
Паз для укладки перекрытия портала на перекрытии камеры дольмена

У плиточных дольменов боковые плиты могут выступать далеко вперёд (портальные выступы), образуя небольшое портальное пространство, которое может перекрываться основной потолочной плитой или дополнительным козырьком. Плита козырька может лежать выше основного перекрытия. Получается так называемый «летящий фасад». В очень многих случаях у дольмена фасад или портал оформлен приставными боковыми плитами со своим перекрытием. Это уже собственно «портальные дольмены». У них также перекрытие портала может быть выше основного.
Иногда боковые плиты дольмена подпирают контрфорсы из плит, поставленных под углом, или крупных камней. Они должны были обеспечить более сильное сжатие боковых плит. Так пытались (часто безуспешно) предотвратить падение фасадной и задней стенок. Этого же добивались, засыпая дольмен камнем и землёй. Фундаментом дольмена служат так называемые пяточные камни. Но часто портальные дольмены их не имеют или имеют только под фасадной плитой. В этом случае, плиты опираются на грунт или выкладки из строительных обломков и речного булыжника. Пол в дольмене может быть из одной большой плиты или состоять из нескольких мелких. Портал также может иметь пол. Полом в камере дольмена может служить и галечная засыпка.
Обычно в нижней части фасадной плиты имеется отверстие, чаще всего круглое, но бывают овальные, в форме арки, подтреугольные и квадратные. Но наличие отверстия необязательно. Его может и не быть вовсе (ровная плита), а может быть также имитация закрытого пробкой отверстия на глухой фронтальной плите. Входное отверстие в таком случае располагается либо сзади, либо сбоку. Такие дольмены называются ложнопортальными. Исключительно редко дополнительное отверстие имеется также и в покровной плите.
Редко, но бывает, что на стенах внутри камеры находят горизонтальные канавки и валики как будто для установки деревянной полки. Но их параметры, видимо, могут свидетельствовать и о незавершённом замысле. Также имеется один случай наличия круглого углубления над такой полкой, прямо напротив входного отверстия.
В двух случаях прослежено наличие подпорных каменных столбов для покровной плиты, установленных в центре камеры. Это или круглая колонна с ребристой капителью, или стела, орнаментированная двумя окружностями. На наличие подобной подпорки, но, скорее, деревянной, указывает углубление в центре плиты пола от многогранного дольмена.
Составные дольмены могут отличаться от плиточных лишь тем, что не все плиты у них цельные. Но могут быть собраны из отдельных блоков в значительной мере или вообще полностью. Корытообразные дольмены, выдалбливаемые в скале или отдельном большом камне, обычно, имеют на фасаде имитацию портала плиточного дольмена. И они также могут быть ложнопортальными. Самый редкий вид — монолитные дольмены отличаются лишь тем, что не имеют съёмной крыши, так как выдалбливались через входное отверстие. Для дольменов последнего вида использовался только слабо цементированный в своей толще песчаник. К настоящему времени сохранился один относительно целый (Волконский дольмен) и два незавершённых монолита.
Дольмен часто расположен на склоне, и его портал может образовывать террасу. Известен один случай, когда несколько протяжённых террас образуют подобие зиккурата. Но чаще территория перед фасадом дольмена оформлена в виде дворика. Это разного рода мощёные площадки иногда даже окружённые стенами из крупных плит. Высота такой стены может достигать даже уровня крыши самого дольмена. Иногда дольмен окружает круг из врытых в землю камней — кромлех, который может играть и роль крепиды (керб) для полы кургана. Редким для кавказских дольменов является дромос — крытый коридор, с параллельными или сходящимися стенками, подводящий в дольменному отверстию. Коридор могла образовывать аллея менгиров, которые дальше переходила в округлый дворик. К сожалению, не все архитектурные изыски дожили до наших дней.
Не все дольмены стоят открыто. Многие находятся в каирне, то есть обложены камнями по крышу или выше. Некоторые ещё прикрывает и земляная насыпь кургана. Иногда лишь фасад дольмена оставался открытым. Или к нему вёл дромос. Известен единственный случай (Псынако I), когда дольмен не был засыпан камнем, а находился в под подобием купола, то есть в толосе, сооружённом методом ложного свода, вероятнее, на определённой высоте имеющим плоское перекрытие. Хотя иногда в других местах также наблюдаются возможные следы таких конструкций, но раскопками выявляются только каирны, не имеющие внутреннего пустого пространства. При этом они оставляли фасад дольмена полностью открытым.
Все придольменные конструкции сооружались без применения раствора, то есть методом «сухой кладки» или простым навалом камней и земли, хотя наиболее важные участки стен иногда имеют тщательную подгонку из довольно крупных блоков.
После прекращения захоронений, дольмены в курганах, но с открытым фасадом или с дромосом, всё равно оказывались в толще кургана. Их специально заваливали или просто со временем затекали земля и камни. Совсем не обязательно, что курганы над дольменами всегда строили люди дольменной культуры. Это могли делать и те, кто пришёл позже и переиспользовал гробницы.

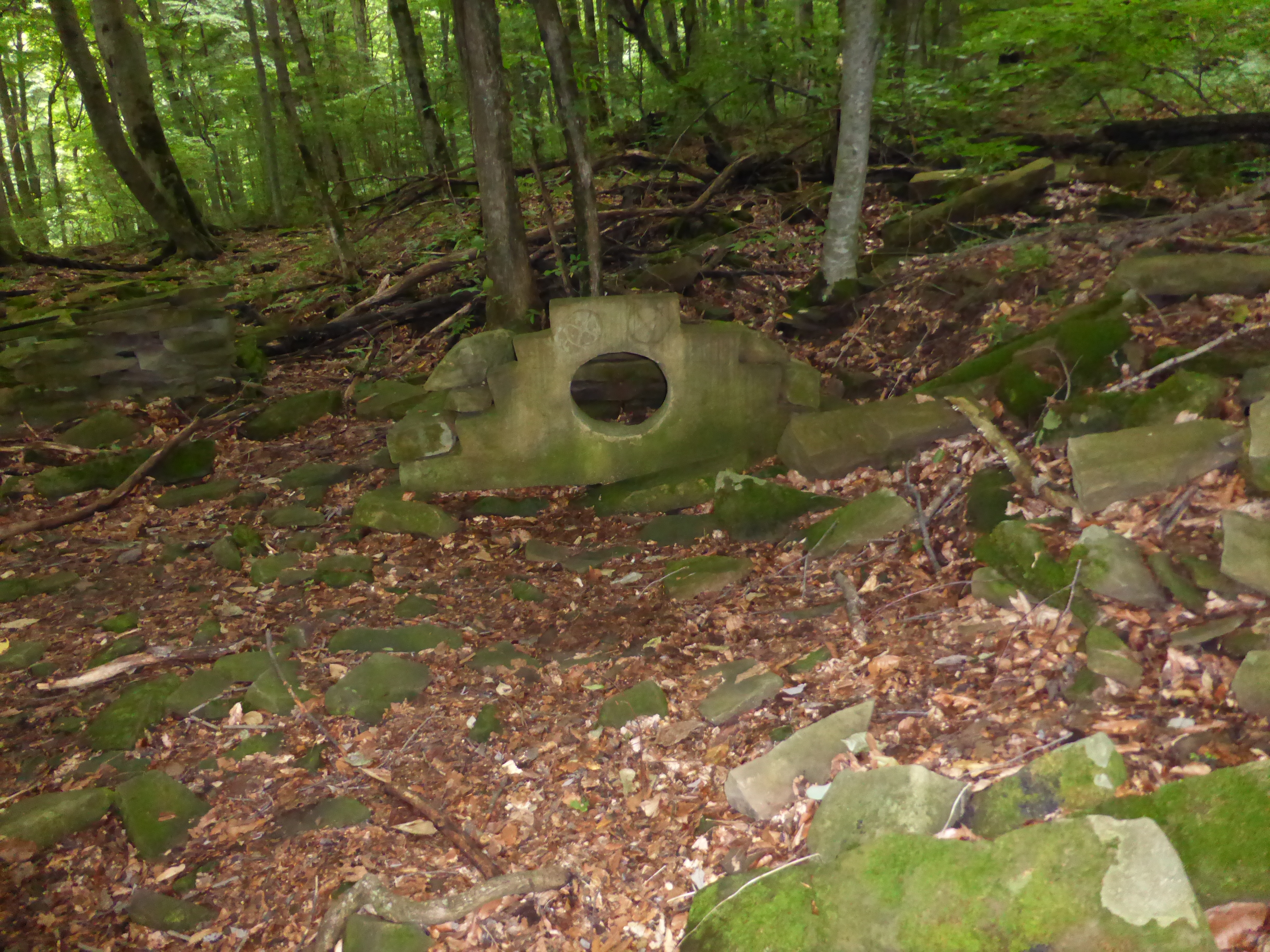
Орнаментированная дольменообраз-ная аланская гробница. Долина реки Кяфар, Карачаево-Черкесия

Гробницы в Карачаево-Черкесии отличаются тем, что имеют в плане форму прямоугольника и построены из хорошо обработанных геометрически правильных плит. Длинные боковые стороны набраны каждая из каменных длинных плит или брусков. Торцовые плиты могут быть прямоугольными, с пазами для соединения с боковинами, и состоят из одной или двух частей или имеют форму ступенчатого треугольника. Перекрытия плоские из двух длинных плит или в форме домика. Во втором варианте, крыша набрана длинными брусками и начинается от самого низа. Всё соединяется с помощью соответствующих пазов. Иногда используется и соединение на шпонках. Имеется круглое входное отверстие, закрывающееся пробкой. Внутри этого сооружения находится меньшее — грубо собранный из плитняка каменный ящик.

### Орнаментация

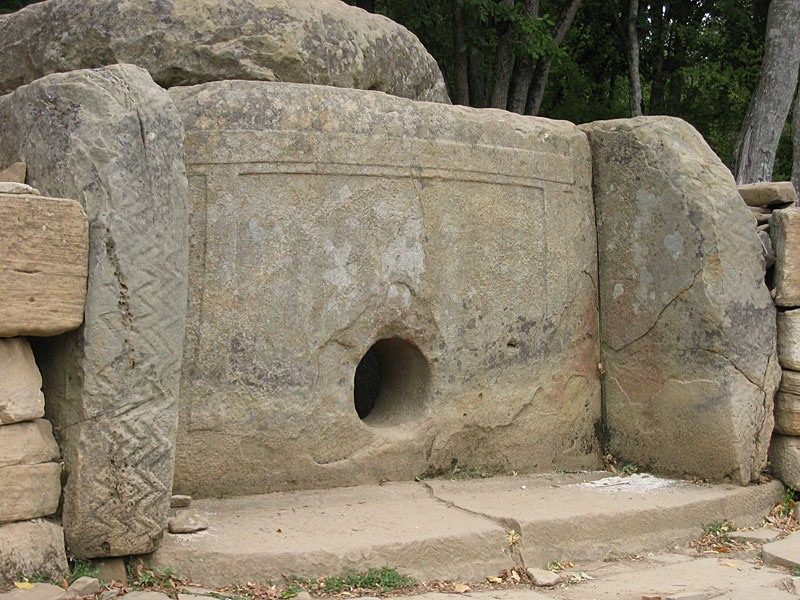
Орнаментированный дольмен. Долина реки Жане

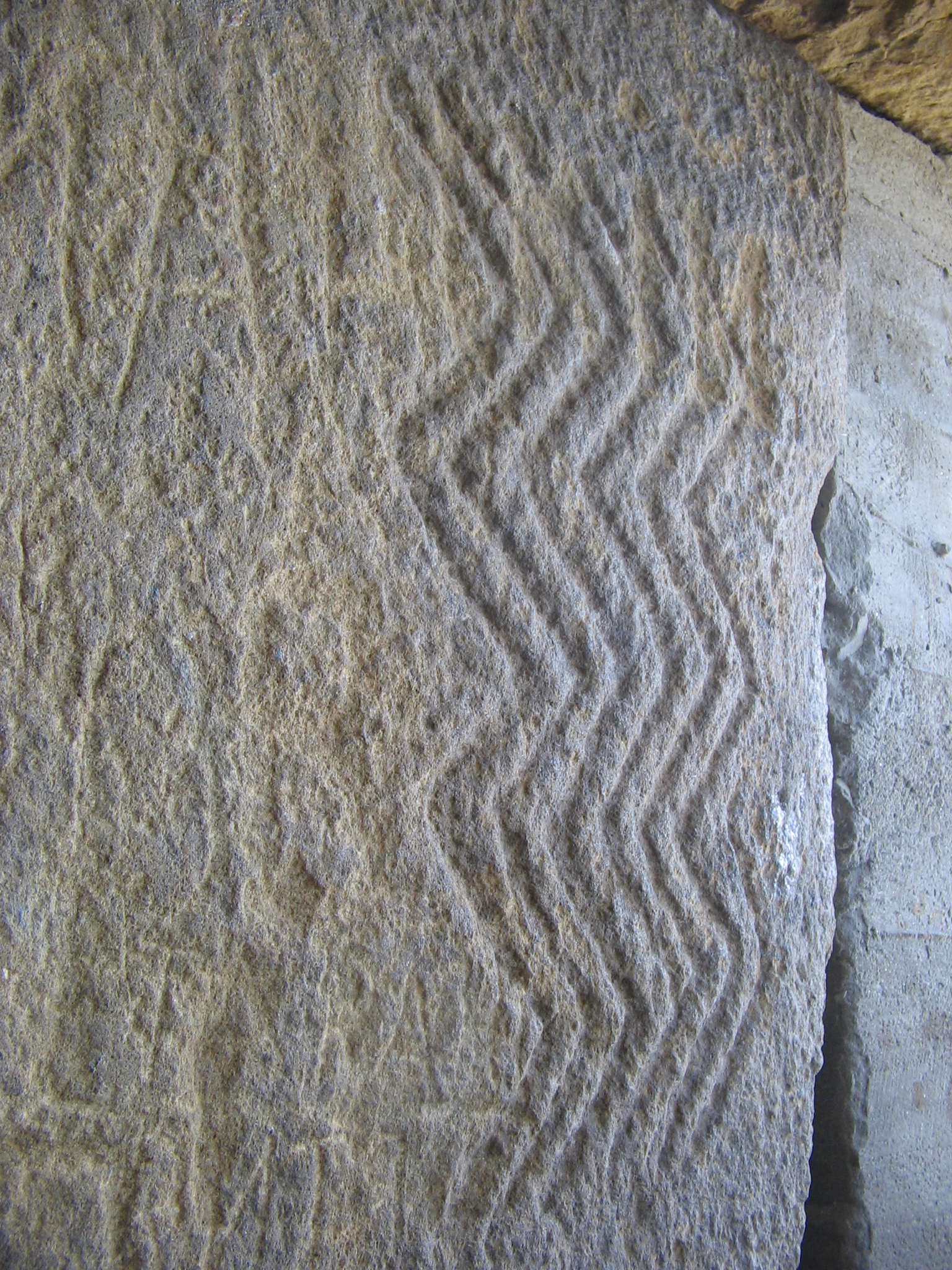
Узор «вертикальный зигзаг» внутри камеры составного дольмена с горы Нексис

Несмотря на большое количество дольменов в регионе, только небольшая часть из них украшена гравированным или даже выпуклым орнаментом. Возможно многие из орнаментов просто не дошли до нашего времени из-за эрозии камня. Они бывают расположены по всему порталу и внутри камеры. Известно изображение на передней плите с крестом в круге и похожим на гребёнку лабиринтоподобным рисунком с отходящим от него и входного отверстия зигзагом. Иногда имеются просто ряды вертикальных зигзагов. На передней плите иногда помещается изображение ещё одного дольменного портала, а также одна или две пары крупных выпуклостей над ним. Или просто сделано прямоугольное углубление, занимающее бо́льшую площадь плиты. Ряды вертикальных и горизонтальных зигзагов могут иметь торцы боковых плит. А приставные портальные плиты на внутренней плоскости иногда украшаются пейзажем, состоящим из ряда треугольников (горы) и вертикальных рядов зигзагов (реки). Над горами помещено солнце в виде овала с крестом. Иногда вся портальная плита покрыта горизонтальными полосами, каждая из которых образована ёлочным узором из насечек зубилом. Так могут украшаться и боковые плиты. Недавно были найдены дольмены, чьи фасады были украшены, в одном случае, выпуклыми диагональными полосами, образующими крупную «ёлку», заключённую в рамку; а в другом — уже углублёнными горизонтальными рядами широкого растянутого зигзага. Этот зигзаг ещё усложнён отрезками одиночных вертикальных зигзагов сбоку и по бокам входного отверстия. Иногда для построек выбирался камень, имеющий необычную поверхность, что обусловлено его внутренней структурой. Такой дольмен без специальной обработки получал декоративное оформление в виде причудливых вмятин и выпуклостей.
Внутри камера дольмена иногда обведена горизонтальным зигзагом из широкой полосы и прямой линией над горизонтальным зигзагом. Во втором случае получается ряд свисающих треугольников или фестонов. Это оформление может быть ещё дополнено участками с вертикальными зигзагами. Каменные пробки также могут иметь на шляпке рельефные концентрические окружности, подобие соска в центре, четыре выпуклости по окружности и одну в центре или рельефный крест.
Некоторые каменные блоки, образующие дворик, несут на своей поверхности выпуклины. Они не имеют такой правильной формы, как те, что на фасадной плите. Это останцы, сохранённые, после выравнивания всей плоскости стены. Имели ли они какое-то значение кроме декоративного — неизвестно.
Иногда на крыше дольмена имеются многочисленные небольшие чашеобразные углубления или лунки, разбросанные по поверхности хаотично или образующие короткие ряды и круги с крестами внутри. Подобные знаки встречаются также на боковых и передних плитах дольменов. А также на отдельных камнях вблизи дольменов, где они могут иметь ещё и обводку кольцами. Такие знаки находят и на камнях, которые образуют курганную насыпь вокруг дольмена. Круги с крестами («солярные знаки»), а также какие-то линии (в том числе и змеевидные) могут быть и просто прочерчены (выбиты), как на камнях, обнаруженных в двориках или в толще завалов дольменов с подножия хребта Грузинка.
Имеется также несколько простых гравированных петроглифических сюжетных рисунков на дольменах или рядом с ними. Смысл их пока не ясен, как и неизвестно время их нанесения. Недавно обнаружено два сюжетных гравированных изображения на дольмене в посёлке Джубга: сцена с человеком и животными и борьба двух «близнецов». Второй сюжет полностью соответствует известным изображениям на антропоморфных стелах кеми-обинской культуры. Возможно, этот же сюжет присутствует на тройном крюке из новосвободненской гробницы. Похожие петроглифы были найдены и на плите из развала дольмена с подножия хребта Грузинка.
Особняком стоят средневековые аланские склепы в Карачаево-Черкесии, практически полностью покрытые волнистыми бороздами и разнообразной символикой. Ранее считалось, что аланы украсили более древние постройки. Особенно выделяется своими сюжетными изображениями так называемый «царский мавзолей», в которых имеются уже христианские мотивы.
Почти нет дольменов, в которых бы имелись следы красочной росписи в камере и на фасаде. Плохо сохранившаяся раскраска в дольмене Серебряного кургана сейчас окончательно обезображена вандалами. А цветные рисунки в двух двухкамерных новосвободненских гробницах представляют более раннюю культуру.

## Список некоторых примечательных дольменов
- Волконский дольмен — единственный сохранившийся достроенный монолит. В поселке Волконский, район Большого Сочи.
- Дольмен в посёлке Джубга. Плиточный, с необычайно мощным круглым двориком. В древности находился в кургане. Имеются петроглифы. Исследован В. А. Трифоновым[38][40].
- Дольмен в урочище Ровнота (около села Медовеевка, район г. Сочи). Плиточный, с двойным подпрямоугольным кромлехом[41].
- Дольмен около аула Малое Псеушхо (Туапсинский район). На тройной террасе.
- Дольмен около села Солоники. С крупным рельефным «ёлочным» орнаментом на портальной плите. Найден А. М. Бианки.
- Дольмен Серебряного кургана в урочище Клады около станицы Новосвободной. Портальный, остатки внутренней и наружной раскраски, четырёхугольный дворик с менгирчиками на входе и с менгиром напротив дольмена. Конструктивно и хронологически является переходной формой между новосвободненскими гробницами и собственно дольменами.
- Дольмены в селе Отхара в Абхазии. Плиточные, один имеет тройной кромлех, а у другого — закрытый дворик и кромлех. В кромлехе найдены грунтовые погребения. Раскопаны И. И. Цвинария[42].
- Дольмен № 1 на Каменном кургане около станицы Новосвободной (Адыгея). Имеет цоколь из большой наклонно стоящей плиты перед порталом и кромлех. Переиспользован представителями культуры постдольменного горизонта (по В. Р. Эрлиху).
- Комплекс на реке Жане под Геленджиком. Один плиточный и два составной круглых подкурганных дольмена. Центральный плиточный дольмен украшен резьбой на фасаде и внутри. Все дольмены первоначально имели открытые фасады и обширные дворики, вписанные в окружность курганов и обведённые стенами. Произведена некоторая реконструкция дворика центрального дольмена (В. А. Трифонов).
- Кромлехи в селе Верхняя Эшера (около школы) в Абхазии. В виде вложенных колец и в форме личины в глазами и носом.
- Озерейка (Мегалитические комплексы) — два мегалитических комплекса в долине реки Озерейка (Новороссийский район). Состоят из трёх и шести полуразрушенных плиточных дольменов заключенных в соединяющиеся башнеобразные конструкции. Найдены А. В. Дмитриевым в 1986 и 1973 гг. Раскопки А. П. Кононенко 1986, 1987 гг. и А. В. Дмитриева 1990 и 2000 гг. А. В. Дмитриевым восстановлен комплекс № 1 и частично комплекс № 2[43][44].
- Псынако I — плиточный портальный дольмен, сооружённый на месте предположительно святилища майкопской культуры, а затем новосвободненской и дольменной культур. Перекрытого позже, предположительной стоянкой дольменой культуры. Находится под толосом, от которого отходит дромос. Толос накрыт гидроизоляционным глиняным куполом. Дромос также был прикрыт глиной. Всё прикрывал курган 6×70 м из гальки и валунов различной величины. На вершине имелся кромлех-площадка, от которого отходил, видимо, 18 рёбер из валунов к окружающей крепиде, тоже из валунов. Около пос. Анастасиевка в Туапсинском районе. Открыт М. К. Тешевым, исследован совместно с В. И. Марковиным (1983—1985 гг.)[45][46].
- Хаджох-3, Хаджох-4 — плиточные портальные дольмены (Хаджох-3 — с дромосом и в каменном кургане). Около посёлка Каменномостский. Единственная в Адыгее попытка научно отреставрировать дольмены. Исследованы и частично восстановлены В. А. Трифоновым в 2013 г.

## Галерея

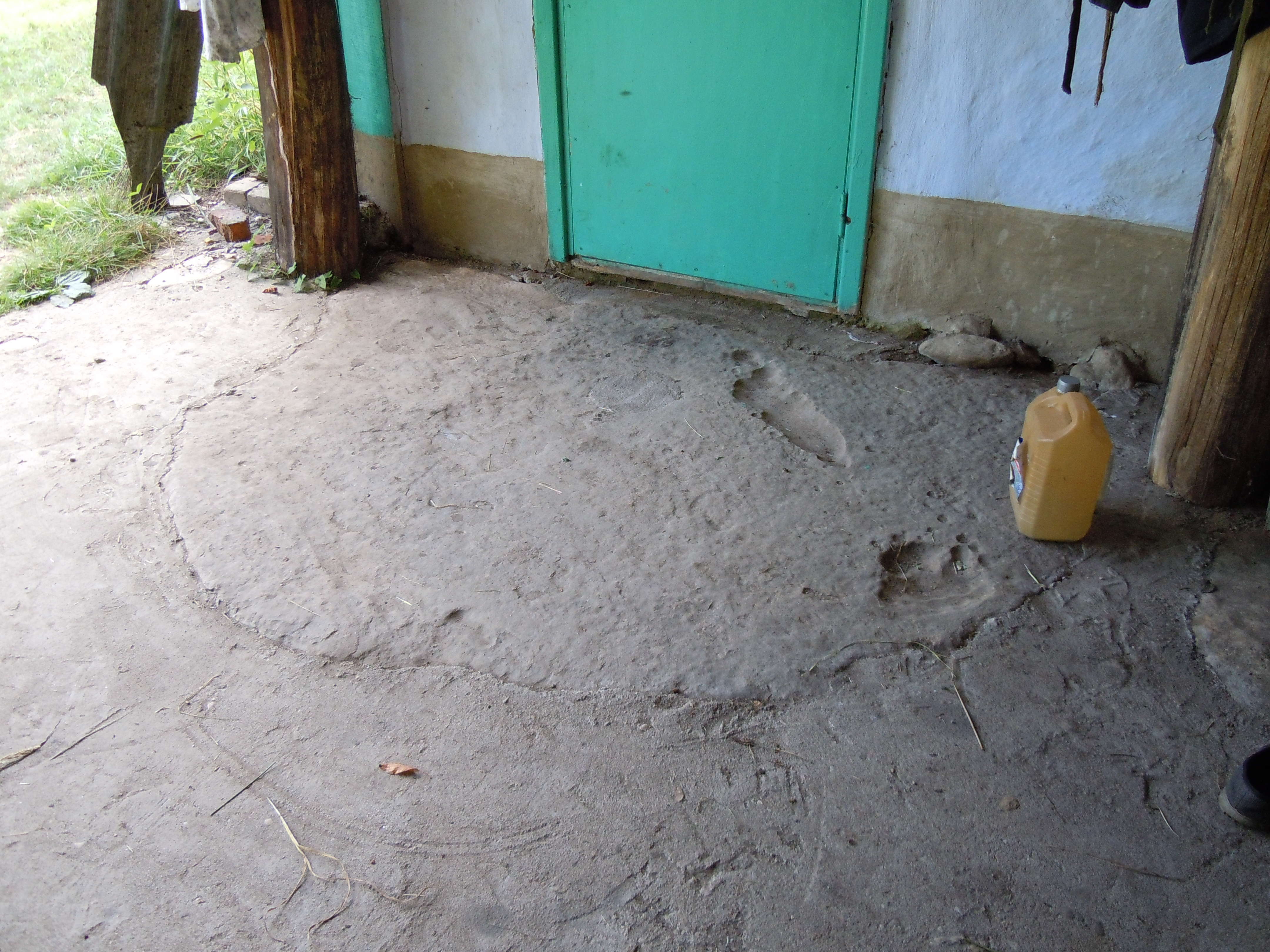
Состояние пола многогранного дольмена до 2013 года. Пасека
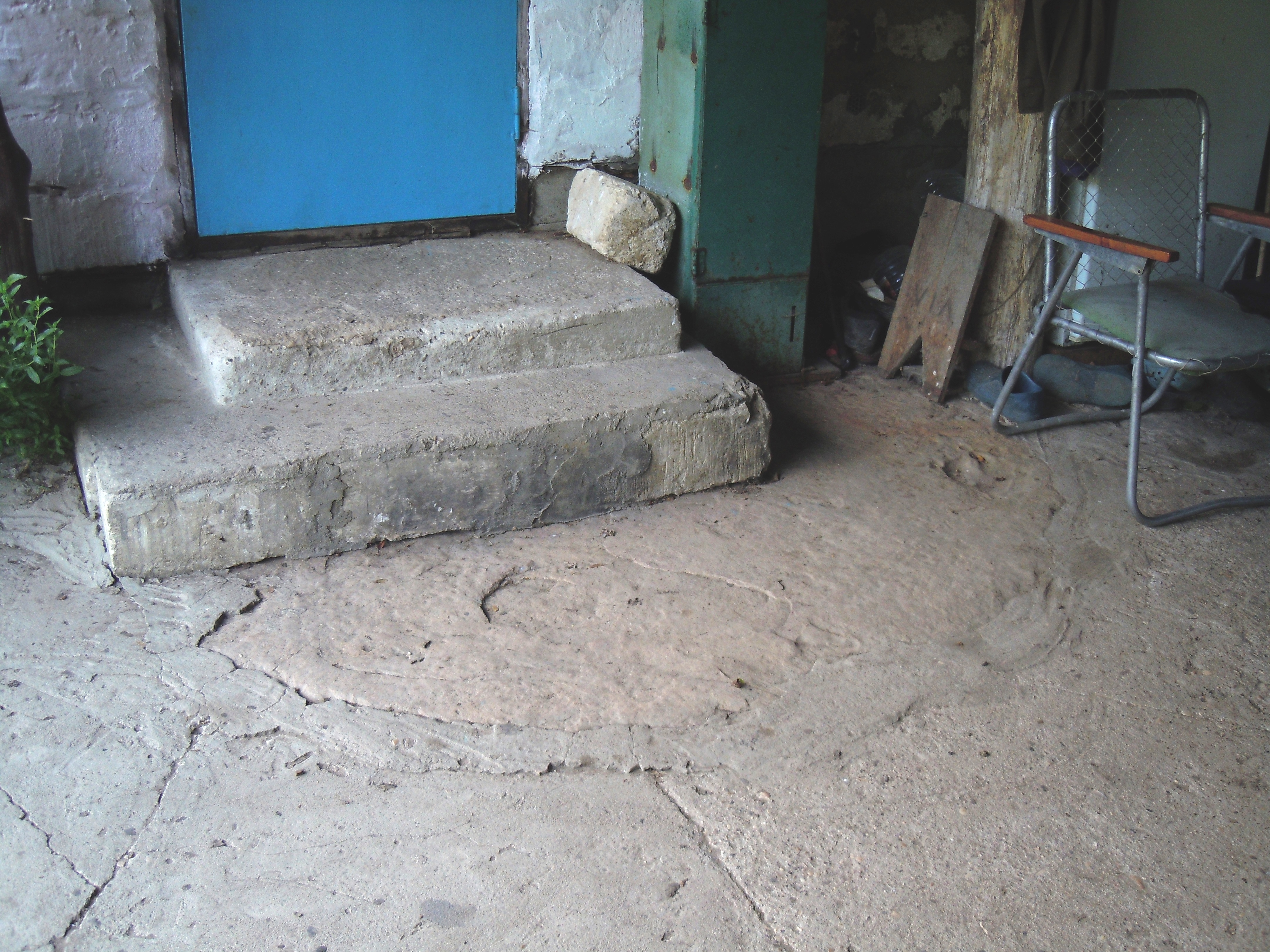
Состояние пола многогранного дольмена в 2021 году. Пасека
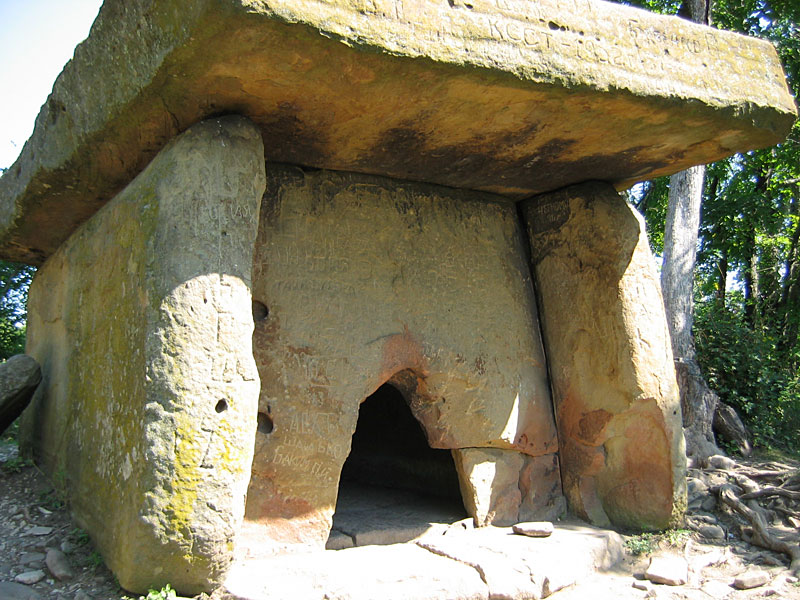
Дольмен близ Геленджика с расширенным входом.
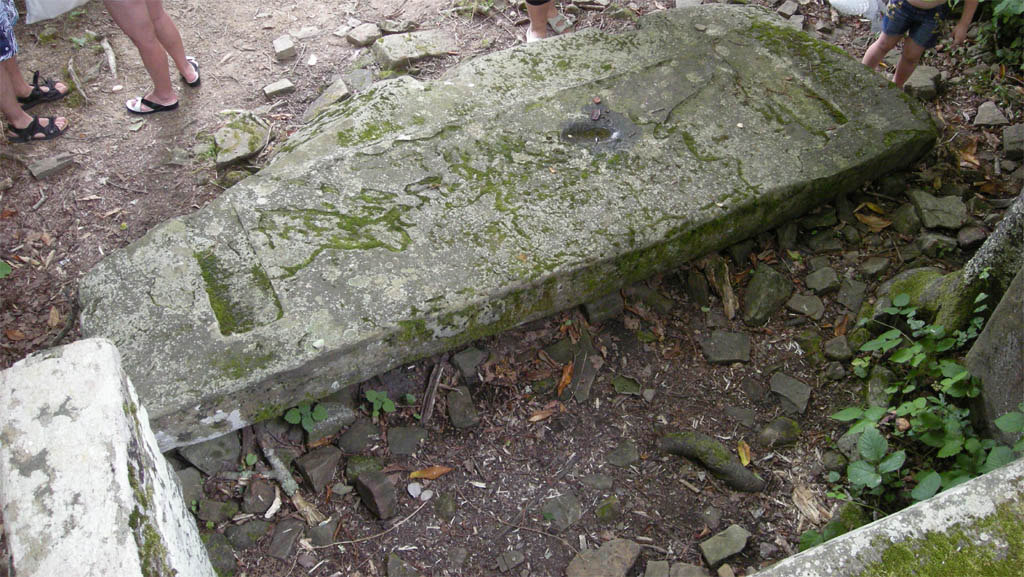
Упавшая плита приставной крыши с крепёжными вытесами

## Комментарии
1. ↑  Ранее тиражировалась неверная информация о несуществовавших дольменах Таманского полуострова (мысы Тузла и Фанталовский).
2. ↑  Испы — карлики из абхазо-адыгского Нартского эпоса.
3. ↑  Сносят дольмены бульдозерами, давят плиты тяжёлыми грузовиками, уничтожают культурный слой в окрестностях.
4. ↑  Используют камень дольменов для своих построек.
5. ↑  Разводят костры в дольменах или рядом, истирают хрупкий камень в процессе массовых посещений, оставляют надписи. Так, убирая надписи на Волконском дольмене, его поверхность периодически обрабатывают бучардой, этим уже уничтожив оригинальную поверхность. В общем, многократно усилившаяся нагрузка на ветхие строения ускоряет их разрушение.
6. ↑  Анастасийцы, родноверы, кришнаиты, ивановцы. Они вычищают из дольменов культурный слой, истирают камень в процессе массовых посещений, портят в процессе своих обрядов, даже «реставрируют» по своему разумению.
7. ↑  Берут в аренду землю с дольменами, перекрывают свободный доступ и взимают плату за посещение.
8. ↑  Музеефикация без создания археологического музея с сотрудниками и охраной является бесполезной фикцией. Консервация — это засыпка достаточно толстым слоем земли до лучших времён.
9. ↑  Известно только три засыпанных после раскопок дольмена: Псынако I (в ожидании музеефикации), в Кладах 2 и на Каменном кургане.
10. ↑  Сейчас некоторые исследователи предполагают, что дольмены могли начать сооружать ещё в раннебронзовый период, то есть на позднем этапе культуры накольчатой жемчужной керамики или майкопской культуры, то есть в конце 4-го тыс. до н. э.
11. ↑  Например, вырезанные на камне изображения с Сицилии и на гравированных плитах из Новосвободной.
12. ↑  Плохая сохранность объекта, особенности раскопок и их фиксации делают эти предположения в определённой степени гипотетическими.
13. ↑  Исследователь называет их «башнями».